# Feliks Olko

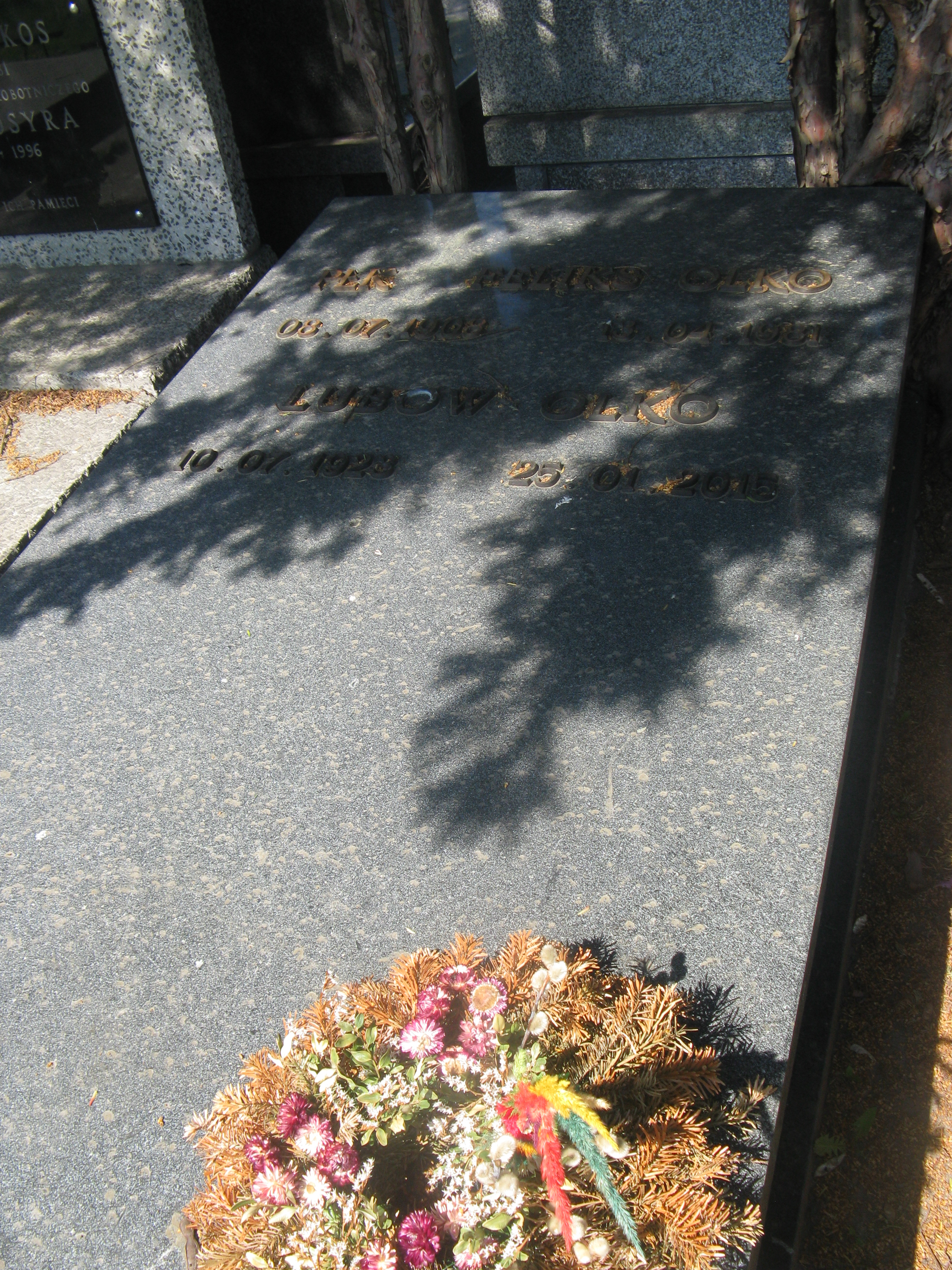
Grób Feliksa Olko na Cmentarzu Wojskowym na Powązkach

Feliks Olko (przybrane nazwisko Jan Kotlicki) (ur. 8 lipca 1908 w Czemiernikach lub Wygnanowie, zm. 13 kwietnia 1981 w Warszawie) – polski działacz komunistyczny, oficer aparatu bezpieczeństwa i Milicji Obywatelskiej.

## Życiorys
Pochodził z chłopskiej rodziny. Był synem Józefa i Anieli, skończył 4 klasy szkoły podstawowej, z zawodu był szewcem. Działał w KZMP i KPP. Od 1928 odbywał służbę wojskową w Centrum Wyszkolenia Piechoty w Rembertowie. Był członkiem Wydziału Wojskowego KC KPP, w 1933 wysłany do ZSRR, gdzie jednak po przekroczeniu granicy został aresztowany pod fałszywym zarzutem szpiegostwa i skazany na 10 lat łagrów.
Zwolniony z łagru w 1944, funkcjonariuszem aparatu bezpieczeństwa PRL został 27 października 1944. Początkowo był wywiadowcą PUBP w Białej Podlaskiej, 28 kwietnia 1945 został p.o. kierownika tego urzędu. 20 sierpnia 1945 przeniesiony na stanowisko szefa PUBP w Chełmie. Opracował plany rozbicia trzech oddziałów antykomunistycznego podziemia i osobiście kierował akcjami UB rozbijającymi te oddziały. W 1946 ukarany dwutygodniowym aresztem domowym i przeniesieniem na inny teren za niedostarczenie opieki lekarskiej rannemu, który wskutek tego zmarł.
4 kwietnia 1946 przekazany do dyspozycji kierownika Wojewódzkiego Urzędu Bezpieczeństwa Publicznego we Wrocławiu, następnie mianowany szefem PUBP w Kłodzku. Od lutego 1948 inspektor w kierownictwie WUBP we Wrocławiu, od 15 września 1949 p.o. naczelnika Wydziału V w tym urzędzie. Od 6 lutego 1950 do 5 kwietnia 1951 zastępca szefa WUBP we Wrocławiu. Zawieszony w czynnościach służbowych i 30 czerwca 1951 zwolniony z UB za zatajenie faktu skazania i uwięzienia w ZSRR.
Ponownie przyjęty do służby w bezpiece 15 września 1956, został starszym inspektorem w kierownictwie Departamentu III KdsBP. Od 8 grudnia 1956 dyrektor Biura ds. Przeszkolenia i Zatrudnienia MSW, 1 lutego 1958 został kierownikiem Samodzielnej Sekcji Mobilizacyjno-Ewidencyjnej Departamentu Kadr i Szkolenia MSW, od 1 sierpnia 1958 starszy inspektor tej sekcji, od 1 marca 1959 naczelnik Wydziału VI Ewidencyjno-Wojskowego Departamentu Kadr i Szkolenia. 1 września 1959 – 10 lutego 1962 II zastępca komendanta wojewódzkiego MO w Warszawie ds. SB.
Następnie przekazany do dyspozycji dyrektora Departamentu Kadr i Szkolenia MSW, 24 I 1963 został starszym inspektorem do zleceń specjalnych w kierownictwie tego Departamentu. Zwolniony ze służby 11 marca 1964. Od marca do grudnia 1962 członek Delegacji Polskiej do Międzynarodowej Komisji Nadzoru i Kontroli w Laosie. Został pochowany na wojskowych Powązkach (kwatera D37-6-8). 

## Odznaczenia
Był odznaczony m.in. Srebrnym Krzyżem Zasługi (1946), Krzyżem Kawalerskim Orderu Odrodzenia Polski i Odznaką „10 Lat w Służbie Narodu”.